# Shorea contorta
Espèce
Synonymes
- Pentacme contorta (S. Vidal) Merr. & Rolfe[2]
- Pentacme contorta Merr. & Rolfe[3]

Statut de conservation UICN

 LC  : Préoccupation mineure
Shorea contorta est une espèce de plantes de la famille des Dipterocarpaceae.